# جيم نولان (كرة سلة)
جيم نولان (بالإنجليزية: Jim Nolan)‏ مواليد 9 يونيو 1927، كان لاعب كرة سلة أمريكي. بدأ مسيرته الاحترافية في سنة 1949. تم اختياره من قبل فريق غولدن ستايت ووريورز خلال الدرافت. حمل الرقم 19. بلغ طوله 6 قدم 8 بوصة (2.0 م). لعب كرة السلة الجامعية في معهد جورجيا التقني. اعتزل اللعب في 1950.

## روابط خارجية
- جيم نولان على موقع إن بي أي (الإنجليزية)
- جيم نولان على موقع سبورتس رفرنس (الإنجليزية)
- جيم نولان على موقع كلية كرة السلة في سبورتس رفرنس.كوم (الإنجليزية)
- جيم نولان على موقع ريلجم (الإنجليزية)
- جيم نولان على موقع بروبوليرز (الإنجليزية)
- جيم نولان على موقع قاعة جورجيا للمشاهير الرياضية (مؤرشف) (الإنجليزية)